# Batalla del río Yalu (1894)
La batalla del río Yalu, también llamada batalla del Mar Amarillo o simplemente batalla de Yalu, fue un combate naval que tuvo lugar el 17 de septiembre de 1894, cerca de la desembocadura del río Yalu (frontera entre China y Corea), en la bahía de Corea (mar Amarillo), entre las flotas del Imperio Qing o Manchú de China y el Imperio del Japón, durante la primera guerra sino-japonesa.
Fue una batalla en la que la preparación y el entrenamiento de las tripulaciones niponas, adiestradas por oficiales británicos, suplió la carencia de buques acorazados modernos con los que no contaba la flota japonesa. Acorazados que si poseían sus oponentes chinos, si bien estos adolecían de una gran desorganización y unas dotaciones poco preparadas.

## Preliminares
En el mes de septiembre de 1894, las operaciones terrestres en la península de Corea se inclinaban a favor de los japoneses, por lo que el gobierno chino decidió enviar tropas de refuerzo por vía marítima. Esta misión fue encomendada al almirante Ding Ruchang, comandante de la Flota de Beiyang con la que combatió en Yalu, una de las cuatro modernas flotas con las que contaba el Imperio chino.
Esta flota contaba con 2 acorazados modernos, construidos en Alemania, de 7400 toneladas de desplazamiento y 4 cañones de 305 milímetros; 5 cruceros protegidos con cañones de 208 mm.; 4 cañoneros y 1 guardacostas acorazado con cañones de diversos calibres y 2 torpederos armados con 3 tubos lanzatorpedos. Ting estaba con su flota en Port Arthur y recibió las órdenes de escoltar a cinco transportes de tropas a la península de Corea.
A la una de la madrugada del 16 de septiembre, la formación china zarpó rumbo a la desembocadura del río Yalu y las operaciones de desembarco se iniciaron en cuanto llegaron, mientras Ting, con la casi totalidad de sus buques, echó el ancla a la espera de acontecimientos.
La escuadra nipona estaba al mando del almirante Sukeyuki Ito, comandante en jefe de la flota combinada. Esta estaba formada por 2 divisiones, la división principal, bajo su mando directo, que constaba de 3 modernos cruceros protegidos con 1 pieza de 320 mm. y 11 de 120; y 5 buques más viejos: 1 fragata acorazada; 1 corbeta acorazada; 1 guardacostas acorazado; 1 cañonero y 1 mercante armado de escaso valor militar.
La segunda división, denominada división ligera, estaba al mando de su subordinado el contraalmirante Tsuboi Kozo (buque insignia: crucero Yoshino) y estaba constituida por 4 modernos cruceros protegidos con calibres principales de 320, 260 y 152 mm.
La escuadra nipona, con sus dos divisiones, ignoraba la presencia del enemigo en aquellas aguas hasta que, al mediodía del 17 de septiembre, cuando también se encontraba en las proximidades de la desembocadura del Yalu, divisó la flota china.

## Orden de batalla
| \| Escuadra japonesa División principal: - Crucero protegido Matsushima "Alm. Ito" (4277 ton; 15,5 nudos; 1x320mm; 11x120mm; 4 tlt.) - Crucero protegido Itsukushima (4277 t; 15,5 n; 1x320mm; 11x120mm; 4 tlt.) - Crucero protegido Hashidate (4277 t; 15,5 n; 1x320mm; 11x120mm; 4 tlt.) - Guardacostas acorazado Chiyoda (2400 t; 17 n; 10x120mm; 4 tlt.) - Fragata acorazada Fusō (3717 t; 11,5 n; 8x152mm; 2 tlt.) - Corbeta acorazada Hiei (2248 t; 10,8 n; 3x170mm; 6x150; 2 tlt.) - Cañonero Akagi (615 t; 8 n; 4x120mm; 4x47mm.) - Mercante armado Saikyo (2913 t; 10 n; cañones pequeños) División ligera: - Crucero protegido Yoshino "Clte. Tsuboi" (4180 t; 19,5 n; 4x152mm; 8x120mm; 5 tlt.) - Crucero protegido Takachiho (3650 t; 18 n; 2x260mm; 6x150mm; 4 tlt.) - Crucero protegido Naniwa (3650 t; 18 n; 2x260mm; 6x150mm; 4 tlt.) - Crucero protegido Akitsushima (3100 t; 17,8 n; 1x320mm; 12x120mm; 4 tlt.) \| Escuadra china División única: - Acorazado Dingyuan "Alm. Ting" (7400 t; 12 n; 2x305mm; 2x150mm; 3 tlt.) - Acorazado Zhenyuan (7400 t; 12 n; 2x305mm; 2x150mm; 3 tlt.) - Crucero protegido Ching Yuen (2300 t; 11,5 n; 3x208mm; 2x152mm; 4 tlt.) - Crucero protegido Lai Yuen (2900 t; 14 n; 2x208mm; 2x150mm; 4 tlt.) - Crucero protegido King Yuen (2900 t; 14 n; 2x208mm; 2x150mm; 4 tlt.) - Crucero protegido Chih Yuen (2300 t; 11,5 n; 3x208mm; 2x152mm; 4 tlt.) - Crucero protegido Chi Yuan (2355 t; 13 n; 2x208mm; 1x150mm; 4 tlt.) - Cañonero Kuang Chia (1300 t; 13,8 n; 2x152mm; 4x120mm.) - Cañonero Kuang Ping (1335 t; 9,5 n; 3x120mm; 4 tlt.) - Cañonero Yang Wei (1350 t; 13,5 n; 2x254mm; 4x120mm.) - Cañonero Chao Yung (1350 t; 13,5 n; 2x254mm; 4x120mm.) - Guardacostas acorazado Ping Yuen (2200 t; 9 n; 2x260mm; 2x150mm; 4 tlt.) - Torpedero Fu Lung (128 t, 15 n., 3 tlt.) - Torpedero Choi Ti (69 t, 16 n., 3 tlt.) \| | |
| División principal: - Crucero protegido Matsushima "Alm. Ito" (4277 ton; 15,5 nudos; 1x320mm; 11x120mm; 4 tlt.) - Crucero protegido Itsukushima (4277 t; 15,5 n; 1x320mm; 11x120mm; 4 tlt.) - Crucero protegido Hashidate (4277 t; 15,5 n; 1x320mm; 11x120mm; 4 tlt.) - Guardacostas acorazado Chiyoda (2400 t; 17 n; 10x120mm; 4 tlt.) - Fragata acorazada Fusō (3717 t; 11,5 n; 8x152mm; 2 tlt.) - Corbeta acorazada Hiei (2248 t; 10,8 n; 3x170mm; 6x150; 2 tlt.) - Cañonero Akagi (615 t; 8 n; 4x120mm; 4x47mm.) - Mercante armado Saikyo (2913 t; 10 n; cañones pequeños) División ligera: - Crucero protegido Yoshino "Clte. Tsuboi" (4180 t; 19,5 n; 4x152mm; 8x120mm; 5 tlt.) - Crucero protegido Takachiho (3650 t; 18 n; 2x260mm; 6x150mm; 4 tlt.) - Crucero protegido Naniwa (3650 t; 18 n; 2x260mm; 6x150mm; 4 tlt.) - Crucero protegido Akitsushima (3100 t; 17,8 n; 1x320mm; 12x120mm; 4 tlt.) | División única: - Acorazado Dingyuan "Alm. Ting" (7400 t; 12 n; 2x305mm; 2x150mm; 3 tlt.) - Acorazado Zhenyuan (7400 t; 12 n; 2x305mm; 2x150mm; 3 tlt.) - Crucero protegido Ching Yuen (2300 t; 11,5 n; 3x208mm; 2x152mm; 4 tlt.) - Crucero protegido Lai Yuen (2900 t; 14 n; 2x208mm; 2x150mm; 4 tlt.) - Crucero protegido King Yuen (2900 t; 14 n; 2x208mm; 2x150mm; 4 tlt.) - Crucero protegido Chih Yuen (2300 t; 11,5 n; 3x208mm; 2x152mm; 4 tlt.) - Crucero protegido Chi Yuan (2355 t; 13 n; 2x208mm; 1x150mm; 4 tlt.) - Cañonero Kuang Chia (1300 t; 13,8 n; 2x152mm; 4x120mm.) - Cañonero Kuang Ping (1335 t; 9,5 n; 3x120mm; 4 tlt.) - Cañonero Yang Wei (1350 t; 13,5 n; 2x254mm; 4x120mm.) - Cañonero Chao Yung (1350 t; 13,5 n; 2x254mm; 4x120mm.) - Guardacostas acorazado Ping Yuen (2200 t; 9 n; 2x260mm; 2x150mm; 4 tlt.) - Torpedero Fu Lung (128 t, 15 n., 3 tlt.) - Torpedero Choi Ti (69 t, 16 n., 3 tlt.) |

## La batalla
El plan inicial del almirante Ito consistía en atacar en línea de fila y situarse al norte de la escuadra china, pero durante esta maniobra dio órdenes a Tsuboi para que este dirigiese su división ligera hacia el centro de la formación china, a fin de desconcertar al adversario y que este no tuviese claro cual sería el punto del ataque principal.
Por su parte, Ting había elegido una formación frontal irregular, similar a un ángulo obtuso, que le permitiría adoptar, si la situación requería, una línea de fila con una maniobra simultánea de su flota. Pero cometió el error de colocar en los extremos a las unidades más débiles.
A una distancia de 3000 metros, los buques de la división de Tsuboi abrieron fuego sobre los cañoneros chinos Chao Yung y Yang Wei iniciando la batalla. Al poco rato, los dos buques, envueltos en llamas, fueron puestos fuera de combate, embarrancado el Yang Wei en unos arenales y hundiéndose el Chao Yung. El crucero Chih Yuan se alejó sin motivo aparente del lugar de la batalla y puso rumbo a Port Arthur; más tarde, su comandante sería decapitado por cobardía. Otro buque chino también se retiró del combate, el cañonero Kuang Chia, pero se hundió antes de alcanzar Port Arthur.
La escuadra china se vio reducida a 8 buques (no se cuentan los torpederos por ser buques menores) y se encontró atrapada entre las 2 divisiones japonesas, cuyo fuego rápido y preciso hundió ahora al crucero Chin Yuan. También los cruceros Lai Yuen y Ching Yuen se vieron devastados por el fuego nipón y envueltos en llamas, pero sus dotaciones siguieron combatiendo. Los buques de la división de Tsuboi cañonearon asimismo al crucero King Yuan, que se hundió por una explosión en sus calderas.
En esta fase de la batalla, los japoneses también habían recibido daños. El crucero Matsushima, buque insignia de Ito, recibió un impacto de 260 mm y dos de 305, que le hicieron explosionar 70 cargas de 120 mm, causando la muerte a un centenar de tripulantes y obligando al buque, gravemente dañado, a retirarse de la formación. El cañonero Akagi y la corbeta Hiei también resultaron dañados, pero de menor consideración.

## El final
La escuadra del almirante Ting, reducida ahora a cuatro buques, había recibido un duro castigo y sus unidades principales, los acorazados Dingyuan (buque insignia de Ting) y Zhenyuan, habían sido alcanzados por centenares de proyectiles y habían agotado sus municiones, por lo que se hacía imposible poder proseguir la lucha. Aprovechando la noche, lo que quedaba de la escuadra china se alejó de la zona y puso rumbo a Port Arthur.
La batalla del río Yalu había terminado demostrando la superioridad de las bien adiestradas tripulaciones japonesas sobre sus adversarios, que pese a poseer, sobre el papel, una flota más potente que la nipona, no consiguieron derrotar a ese enemigo, teóricamente más débil.

## Anexos
- Anexo:Batallas del siglo XIX